# Aegirin
Aegirin là một khoáng vật khoáng vật silicat mạch là một thuộc nhóm pyroxen đơn tà. Aegirin là khoáng vật nền natri trong dãi aegirin-augit. Aegirin có công thức hóa học là NaFeSi2O6, trong đó sắt ở dạng Fe3+. Trong dãi aegirin-augit, natri dần dần được thay thế bởi calci, và sắt (II) với magnesi t hay thế sắt (III) để cân bằng điện tích. Nhôm cũng thay thế vào trị trí của sắt (III). Nó còn được gọi là acmit, là một biến thể dạng sơi, màu lục.

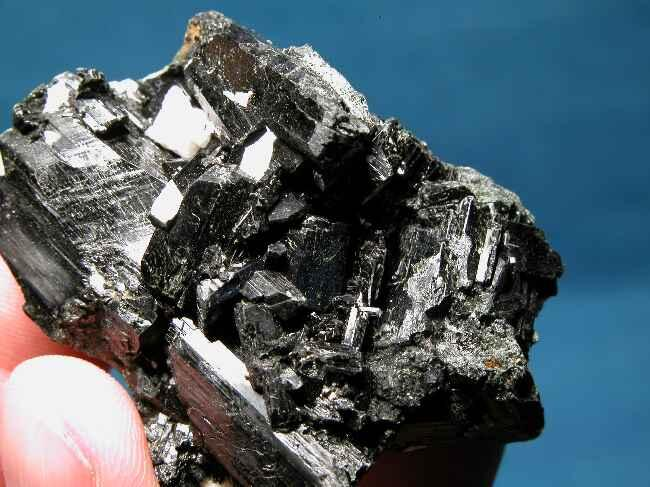
Aegirine

Aegirin thường có mặt trong các đá mácma kiềm, nephelin syenit, carbonatit và pegmatit. Ngoài ra, nó còn có mặt trong các đá schist, gneiss bị biến chất khu vực và trong các thành hệ sắt; trong các đá tướng phiến lam, và từ quá trình biến chất trao đổi biến đổi natri trong granulit. Nó có thể có mặt ở dạng khoáng vật tại chỗ (tại sinh) trong đá phiến sét và marl. Nó đi cùng với fenspat kali, nephelin, riebeckit, arfvedsonit, aenigmatit, astrophyllit, catapleiit, eudialyt, serandit và apophyllit.
Các địa phương tìm thấy khoáng vật này như Mont Saint-Hilaire, Quebec, Canada; Kongsberg, Na Uy; Narsarssuk, Greenland; bán đảo Kola, Nga; Magnet Cove, Arkansas, Hoa Kỳ; Kenya; Scotland và Nigeria.
Khoáng vật này được miêu tả đầu tiên vào năm 1835 khi nó được phát hiện ở Rundemyr, Øvre Eiker, Buskerud, Na Uy. Aegirin được đặt theo tên Ægir, vị thần biển Teutonic.